# Parapercis schauinslandii
Parapercis schauinslandii és una espècie de peix de la família dels pingüipèdids i de l'ordre dels perciformes.

## Descripció
- Fa 18 cm de llargària màxima[3] i presenta 8-9 punts de vermell a marró fosc al dors, taques vermelles als flancs, la segona aleta dorsal amb una filera de punts negres al llarg de la meitat de l'aleta i dues franges estretes de color vermell brillant a la base de les aletes pectorals.[4][5]
- 5 espines i 21-22 radis tous a l'aleta dorsal i 1 espina i 17-18 radis tous a l'anal.[6]

## Alimentació
Els adults es nodreixen de zooplàncton.

## Hàbitat i distribució geogràfica
És un peix marí, bentònic, associat als esculls (entre 9 i 50 m de fondària) i de clima tropical, el qual viu a la conca Indo-Pacífica: des de l'Àfrica oriental (Kenya i les illes Seychelles) i Sud-àfrica fins a Pitcairn (llevat de la península Aràbiga, la costa meridional d'Àsia i l'illa de Pasqua), el Japó i la Gran Barrera de Corall, incloent-hi la Samoa Nord-americana, Austràlia (com ara, Queensland, Austràlia Occidental, l'illa Christmas i les illes Cocos), les illes Comores, la Polinèsia Francesa, Guam, les illes Hawaii, Indonèsia, Kiribati, les illes Maldives, les illes Marqueses, Nova Caledònia, la república de Palau, Papua Nova Guinea, les illes Filipines, Taiwan i Tonga.

## Observacions
És inofensiu per als humans.